# أحماض ألفا هيدروكسي

α- و ،- و γ-أحماض هيدروكسية

أحماض ألفا هيدروكسي ، أو أحماض ألفا هيدروكسي ( AHAs ) (بالإنجليزية:Alpha hydroxy acid) هي نوع من المركبات الكيميائية التي تتكون من حمض كربوكسيلي متبادل بمجموعة هيدروكسيل على الكربون المجاور. قد يتكون بطرق طبيعية أو اصطناعية. أحماض ألفا هيدروكسي مألوفة جدا لاستخدامها في صناعة مستحضرات التجميل. غالبًا ما تدخل في مكونات مستحضرات التجميل التي تساعد في اخفاء التجاعيد حيث تعمل على ازالة الخطوط القوية والمحددة بالتالي تعمل على تحسين المظهر العام وتنعيم الجلد . كما أنها تستخدم في التقشير الكيميائي. أحماض ألفا هيدروكسي تعطي نتائج فعالة بالاستخدام المستمر لمواد التجميل المكونة منها .

## مستحضرات التجميل
يتكون جلد الإنسان من مكونين رئيسيين هما البشرة الوعائية والأدمة . لكي يعطي أي مركب تأثير فعال يجب أن يمر بطبقة البشرة ويصل إلى الخلايا الحية داخل الأدمة..[بحاجة لمصدر]
أحماض ألفا هيدروكسي هي عبارة عن مجموعة من المركبات الكربوكسيلية العضوية. أحماض ألفا هيدروكسي التي تستخدم في مستحضرات التجميل بكثرة تشبه المركبات الموجودة في المنتجات الغذائية بما في ذلك حمض الجليكوليك (الذي يوجود في قصب السكر) ، وحمض اللاكتيك (الي يوجد في اللبن الزبادي) ، وحمض الماليك (الذي يوجد في التفاح) ، وحامض الستريك (الذي يوجد في الحمضيات) وحمض الطرطريك (الموجود في نبيذ العنب) - على الرغم من أن أحماض ألفا هيدروكسي المستخدمة في مستحضرات التجميل يكون مصدرها صناعي في الغالب أو من عملية التخمير الجرثومي أو الفطري. لكي يعطي أي مركب نتائج فعالة، بما في ذلك AHA ، يجب أن يخترق الجلد حيث يمكن أن يؤدي عمله على الخلايا الحية. يحتوي حمض الجليكوليك على أصغر حجم جزيئي هو AHA مع أكبر قدر من التوافر البيولوجي ويخترق الجلد بسهولة أكبر ؛ هذا يفسر شعبية هذا المنتج في صناعة مستحضرات التجميل إلى حد كبير

### تأثير أحماض ألفا هيدروكسي على البشرة
تأثر أحماض ألفا هيدروكسي على التقرن بشكل كبير، ويمكن الكشف عن ذلك سريريا من خلال تكوين طبقة جديدة من القرنية . تعمل أحماض ألفا هيدروكسي هذا التكوين من خلال تماسك خلوي متناقص بين الخلايا القرنية في الطبقة القرنية عند ادنى مستوى [بحاجة لمصدر]

### الآثار الذي يسببها على الجلد
أن أحماض ألفا هيدروكسي التي تمتلك توافر بيولوجي أكبر لها تأثير جلدي أعمق على ما يبدو . ثبت أن حمض الجليكوليك وحمض اللاكتيك وحامض الستريك ينتج كميات متزايدة من عديدات السكاريد المخاطية والكولاجين وزيادة سمك الجلد دون التهاب عند وضعه على الجلد المصاب بالضوء ويتم الكشف عن ذلك بواسطة مراقبة خزعات الجلد. 

## استخدامات أخرى

### التوليف العضوي
أحماض هيدروكسي هي عبارة عن كتل بناء تفيد في عملية التوليف العضوي . على سبيل المثال، أحماض هيدروكسي مفيدة بشكل عام كسلائف في تكوين ألدهيدات التحضير عبر الانقسام التأكسدي .   يتم استخدام مركبات هذه المجموعة على المستوى الصناعي وتشتمل على حمض الجليكوليك وحمض اللاكتيك وحامض الستريك وحمض المندليك .   بالإضافة إلى أول أكسيد الكربون، كيتون / ألدهيد وماء وهم أكثر عرضة لعملية نزع الكربون من المحفز الحمضي لإعطاء 
تتم عملية تحضير أحماض ألفا هيدروكسي الراسيمية بطريقة كلاسيكي حيث تتم إضافة المركب الكيميائي سيانيد الهيدروجين إلى كيتون أو ألدهيد ، تليه عملية التحلل المائي الحمضي لوظيفة مجموعة النتريل لمنتج السيانوهيدرين الناتج. 

### تولد تلقائي
تعتبر أحماض هيروكسي أيضًا عبارة عن جزيئات من البكتيريا  يمكن أن تكون قد سالت تولد تلقائي.  يمكن أن تشكل هذه الجزيئات سلاسل طويلة من البوليستر بدون محفز، وتشكيل بنى أولية غير غشائية تحت ظروف تجفيف رطبة بسيطة. أولية غير . 

## التركيزات المختلفة لأحماض ألفا هيدروكسي
(5-10٪) تركيز منخفض يوجد هذا النوع في العديد من المنتجات التي لا تحتاج وصفة طبية، يعمل حمض الجليكوليك (GA) على التقليل من التصاق الخلايا في البشرة ويساعد على تقشير البشرة . إن التركيز المنخفض للحمض يجعله قابل للاستخدام اليومي ويتمكن من علاج بعض مشاكل البشرة مثل حب الشباب وتلف البشرة والتجاعيد وكذلك الكلف. يجب أخذ الحيطة والحذر لمنع تهيج البشرة وتفاقم الكلف أو مشاكل التصبغات الأخرى. تجمع المستحضرات الحالية حمض الجليكوليك وحمض أميني مثل الأرجينين مما يقل من خطر التهيج دون التأثير على فعالية حمض الجليكوليك.  مع مرور الوقت  يمكن استخدام مضادات التهيج مثل مضاد allantoin بشكل تكميلي مفيدًا أيضًا في تقليل التهيج.
(10-50٪) تركيزات اعلى . في هذه الحالة يكون تأثيرات GA أكثر وضوحًا، ويستخدم بشكل محدود . يمكن استخدام هذا المستحضر لتهيئة البشرة بتركيزات اقوى تصل إلى (50-70٪) من حمض الجليكوليك أو لتهيئة الجلد لاستخدام مستحضرات كيميائية أقوى (مثل حمض ثلاثي كلورو أسيتيك ).  
التركيزات عالية التي تصل إلى (50-70٪) تستخدم لمدة من 3 إلى 8 دقائق تحت إشراف الطبيب، يعمل حمض الجليكوليك على الشق بين الخلايا ويمكن استخدامه كعلاج لحب الشباب أو الجلد المتضرر من الصورالتصبغات (على سبيل المثال بسبب خلل التصبغ المرقط، الكلف). تعتمد فائدة استعمال التركيزات العالية من الحمض (التقشير الكيميائي) على الرقم الهيدروجيني للمحلول (كلما كان المنتج حمض أكثر، أو كلما انخفض الرقم الهيدروجيني، كانت النتائج أكثر وضوحًا) ، وتركيز GA (التركيزات الأعلى من الحمض تنتج استجابة أكثروضوحا ) ، تعتمد طول فترة الاستخدام واستجابة البشرة للعلاج على تهيئة الجلد مسبقا مثل الاستخدام المسبق لمنتجات تحتوي على فيتامين أ الموضعية. على الرغم من أن استخدام المستحضرات التي تحتوي على الحمض بتركيز أعلى من 50-70٪ GA سوف يؤدي إلى نتائج مفيدة، إلا أنه يستدعي إلى استخدام علاجات أخرى كل أسبوعين إلى أربعة أسابيعة للحصول على أفضل النتائج. من المهم أن ندرك أن مقشرات حمض الجليكوليك هي مقشرات كيميائية ذات مخاطر وآثار جانبية مماثلة للمقشرات الأخرى. الآثار الجانبية التي من المككن ان يسببها التقشير الكيميائي : فرط التصبغ، الاحمرار المستمر، الندوب، بالإضافة إلى تفشي عدوى الهربس في الوجه ("القروح الباردة") . 

## الحموضة الكيميائية
على الرغم من ارتباط المركبات بالأحماض الكربوكسيلية العادية الا انها أحماض ضعيفة، ويسمح تركيبها الكيميائي بتكوين رابطة هيدروجينية داخلية بين الهيدروجين (مجموعة الهيدروكسيل) وإحدى ذرات الأكسجين( مجموعة الكربوكسيل.) يظهر تاثيرا في موضعان :
- يتم الاحتفاظ بالبروتين الحمضي بشكل أقل قوة بسبب «احتلال» إلكترونات الأكسجين الكربوكسيل في الرابطة الهيدروجينية، حيث يتم استخدام نفس الإلكترونات في ربط نفس الهيدروجين أيضًا. لذا فإن pK a لحمض 2-hydroxypropanoic ( حمض اللبنيك ) هو وحدة كاملة أقل مقارنةً بحمض البروبيونيك نفسه (3.86 [13] مقابل 4.87 [14] )
- يتم تأمين هيدروجين التجسير الداخلي في مكانه على مقياس NMR الزمني : في حمض الماندليك ( حمض 2-هيدروكسي -2 فينيل أسيتيك) ، يتزاوج هذا البروتون مع واحد من الكربون بنفس الطريقة والحجم مثل في الاحجار الكريمة عندما يرتبط االهيدروجين في ذرات كربون . [بحاجة لمصدر]

## مستوى الأمان
أحماض ألفا هيدروكسي آمنة بشكل عام عند استخدامها للبشرة كعامل تجميلي باستخدام الجرعة الموصى بها. الآثار الجانبية الأكثر شيوعا التي تظهر عند استخدام هذه الأحماض الأكثر شيوعًا هي تهيج الجلد الخفيف والاحمرار والتقشر . تعتمد شدة ظهور الاثار الجانبية عادة على درجة الحموضة وتركيز الحمض المستخدم. قد يسبب التقشير الكيميائي آثار جانبية أكثر خطورة مثل تقرحات وحروق وتغير لون الجلد الا انها عادة ما تكون خفيفة وتزول بعد يوم أو يومين بعد العلاج. [بحاجة لمصدر]
حذرت إدارة الأغذية والأدوية FDA أيضا المستهلكين على توخي الحذر عند استخدام أحماض ألفا هيدروكسي بعد أن اكتشفت دراسة أنه يمكنهم زيادة الحساسية للضوء للشمس برعاية الصناعة. تشير مصادر أخرى إلى أن حمض الجليكوليك قد يكون له تأثير ضوئي .